# Haswell (Durham)
Haswell – wieś w Anglii, w hrabstwie Durham. Leży 11 km na wschód od miasta Durham i 374 km na północ od Londynu.